# Serie A2 2017-2018 (pallanuoto maschile)
La Serie A2 2017-2018 è stata la 34ª edizione di questo torneo, che dal 1984-1985 rappresenta il secondo livello del campionato italiano maschile di pallanuoto.
La prima fase del campionato si è aperta il 25 novembre 2017 e si è conclusa il 26 maggio 2018. La fase play-off è poi iniziata il 6 giugno, per concludersi il 27 giugno con la gara 3 della finale promozione, mentre gli spareggi play-out si sono disputati il 9 e il 16 giugno.
Tra le 24 squadre partecipanti, le due retrocesse dalla Serie A1 sono Roma Vis Nova e Quinto; le quattro squadre promosse dalla Serie B sono: Como Nuoto, Arenzano, Pescara e Cesport Italia. A seguito della rinuncia all'iscrizione da parte di Imperia, è stata ripescata Chiavari, retrocessa in Serie B nella stagione precedente.

## Squadre partecipanti

### Girone Nord
| Club              | Città                  | Piscina                          | Stagione 2016-2017                                                |
| ----------------- | ---------------------- | -------------------------------- | ----------------------------------------------------------------- |
| Arenzano          | Arenzano (GE)          | Piscina Carlo Zanelli (Savona)   | 2ª nel girone 1 di Serie B; promossa dopo gli spareggi play-off   |
| Camogli           | Camogli (GE)           | Piscina Comunale "Giuva Baldini" | 5ª nel girone Nord di Serie A2                                    |
| Chiavari          | Chiavari (GE)          | Piscina Mario Ravera             | 10ª nel girone Nord di Serie A2; ripescata                        |
| Como              | Como                   | Piscina Olimpica Comunale        | 2ª nel girone 2 di Serie B; promossa dopo gli spareggi play-off   |
| Crocera Stadium   | Genova                 | PalaGym Crocera Stadium          | 9ª nel girone Nord di Serie A2                                    |
| Lavagna '90       | Lavagna (GE)           | Piscina Comunale                 | 4ª nel girone Nord di Serie A2; semifinalista play-off            |
| Plebiscito Padova | Padova                 | Centro Sportivo Plebiscito       | 7ª nel girone Nord di Serie A2                                    |
| President Bologna | Bologna                | Piscina Carmen Longo             | 6ª nel girone Nord di Serie A2                                    |
| Promogest         | Quartu Sant'Elena (CA) | Centro Nuoto                     | 4ª nel girone Nord di Serie A2; semifinalista play-off            |
| Quinto            | Genova                 | Piscine di Albaro                | 14ª in Serie A1                                                   |
| Sori              | Sori (GE)              | Piscina Comunale                 | 11ª nel girone Nord di Serie A2; salva dopo gli spareggi play-out |
| Vela Ancona       | Ancona                 | Piscina del Passetto             | 8ª nel girone Nord di Serie A2                                    |

### Girone Sud
| Club            | Città                  | Piscina                              | Stagione 2016-2017                                               |
| --------------- | ---------------------- | ------------------------------------ | ---------------------------------------------------------------- |
| Arechi          | Salerno                | Piscina Simone Vitale                | 4ª nel girone Sud di Serie A2; finalista play-off                |
| Bari            | Bari                   | Stadio del Nuoto                     | 6ª nel girone Sud di Serie A2                                    |
| Cesport Italia  | Napoli                 | Piscina Felice Scandone              | 2ª nel girone 3 di Serie B; promossa dopo gli spareggi play-off  |
| Civitavecchia   | Civitavecchia (RM)     | Stadio del Nuoto "Marco Galli"       | 9ª nel girone Sud di Serie A2                                    |
| Latina          | Latina                 | Piscina Comunale (Anzio, RM)         | 5ª nel girone Sud di Serie A2                                    |
| Muri Antichi    | Tremestieri Etneo (CT) | Piscina di Nesima (Catania)          | 7ª nel girone Sud di Serie A2                                    |
| Pescara         | Pescara                | Piscine Le Naiadi                    | 1ª nel girone 3 di Serie B; promossa dopo gli spareggi play-off  |
| Olympic Roma    | Roma                   | Foro Italico - Piscina dei "Mosaici" | 11ª nel girone Sud di Serie A2; salva dopo gli spareggi play-out |
| Roma Nuoto      | Roma                   | Foro Italico - Piscina dei "Mosaici" | 1ª nel girone Sud di Serie A2; finalista play-off                |
| Roma Vis Nova   | Roma                   | Foro Italico - Piscina dei "Mosaici" | 10ª in Serie A1; retrocessa dopo gli spareggi play-out           |
| Salerno         | Salerno                | Piscina Simone Vitale                | 3ª nel girone Sud di Serie A2; semifinalista play-off            |
| Telimar Palermo | Palermo                | Piscina Olimpica Comunale            | 8ª nel girone Sud di Serie A2                                    |

## Prima fase

### Girone Nord

#### Classifica
|  |     | Prima fase 2017-2018 | Pti | G  | V  | N | P  | GF  | GS  | DR   |
|  | --- | -------------------- | --- | -- | -- | - | -- | --- | --- | ---- |
|  | 1.  | Quinto               | 66  | 22 | 22 | 0 | 0  | 244 | 112 | +132 |
|  | 2.  | President Bologna    | 52  | 22 | 17 | 1 | 4  | 171 | 106 | +65  |
|  | 3.  | Crocera Stadium      | 45  | 22 | 15 | 0 | 7  | 180 | 151 | +29  |
|  | 4.  | Plebiscito Padova    | 43  | 22 | 14 | 1 | 7  | 176 | 149 | +27  |
|  | 5.  | Lavagna '90          | 40  | 22 | 12 | 4 | 6  | 216 | 158 | +58  |
|  | 6.  | Camogli              | 34  | 22 | 11 | 1 | 10 | 153 | 136 | +17  |
|  | 7.  | Vela Ancona          | 34  | 22 | 11 | 1 | 10 | 156 | 150 | +6   |
|  | 8.  | Como                 | 28  | 22 | 9  | 1 | 12 | 159 | 179 | -20  |
|  | 9.  | Sori                 | 19  | 22 | 6  | 1 | 15 | 131 | 173 | -42  |
|  | 10. | Chiavari             | 13  | 22 | 4  | 1 | 17 | 124 | 184 | -60  |
|  | 11. | Arenzano             | 11  | 22 | 3  | 2 | 17 | 152 | 231 | -79  |
|  | 12. | Promogest            | 4   | 22 | 1  | 1 | 20 | 114 | 247 | -133 |

### Girone Sud

#### Classifica
|  |     | Prima fase 2017-2018 | Pti | G  | V  | N | P  | GF  | GS  | DR  |
|  | --- | -------------------- | --- | -- | -- | - | -- | --- | --- | --- |
|  | 1.  | Roma Nuoto           | 66  | 22 | 22 | 0 | 0  | 237 | 163 | +74 |
|  | 2.  | Salerno              | 55  | 22 | 18 | 1 | 3  | 224 | 148 | +76 |
|  | 3.  | Latina               | 38  | 22 | 12 | 2 | 8  | 175 | 157 | +18 |
|  | 4.  | Civitavecchia        | 37  | 22 | 12 | 1 | 9  | 209 | 201 | +8  |
|  | 5.  | Pescara              | 31  | 22 | 8  | 7 | 7  | 188 | 185 | +3  |
|  | 6.  | Muri Antichi         | 30  | 22 | 9  | 3 | 10 | 180 | 196 | -16 |
|  | 7.  | Roma Vis Nova        | 29  | 22 | 9  | 2 | 11 | 184 | 186 | -2  |
|  | 8.  | Telimar Palermo      | 26  | 22 | 8  | 2 | 12 | 195 | 198 | -3  |
|  | 9.  | Cesport Italia       | 24  | 22 | 7  | 3 | 12 | 164 | 204 | -40 |
|  | 10. | Olympic Roma         | 21  | 22 | 7  | 0 | 15 | 182 | 200 | -18 |
|  | 11. | Arechi               | 20  | 22 | 6  | 2 | 14 | 143 | 182 | -39 |
|  | 12. | Bari                 | 16  | 22 | 5  | 1 | 16 | 150 | 211 | -61 |

## Play-off

### Tabellone 1
|  | Semifinali | Semifinali      | Semifinali      | Semifinali | Semifinali |  |  | Finale  | Finale  | Finale | Finale | Finale |  |
|  |            |                 |                 |            |            |  |  |         |         |        |        |        |  |
|  | 1N         | Quinto          | Quinto          | 9          | 12         |  |  |         |         |        |        |        |  |
|  | 4S         | Civitavecchia   | Civitavecchia   | 5          | 8          |  |  | Quinto  | Quinto  | 9      | 11     | 9      |  |
|  | 2S         | Salerno         | Salerno         | 11         | 7          |  |  | Salerno | Salerno | 11     | 10     | 8      |  |
|  | 3N         | Crocera Stadium | Crocera Stadium | 6          | 6          |  |  |         |         |        |        |        |  |

### Tabellone 2
|  | Semifinali | Semifinali        | Semifinali        | Semifinali | Semifinali |  |  | Finale            | Finale            | Finale            | Finale | Finale |  |
|  |            |                   |                   |            |            |  |  |                   |                   |                   |        |        |  |
|  | 1S         | Roma Nuoto        | Roma Nuoto        | 11         | 13         |  |  |                   |                   |                   |        |        |  |
|  | 4N         | Plebiscito Padova | Plebiscito Padova | 6          | 5          |  |  | Roma Nuoto        | Roma Nuoto        | Roma Nuoto        | 7      | 11     |  |
|  | 2N         | President Bologna | 8                 | 5          | 9          |  |  | President Bologna | President Bologna | President Bologna | 5      | 9      |  |
|  | 3S         | Latina            | 7                 | 9          | 6          |  |  |                   |                   |                   |        |        |  |

## Play-out
|                         | Gara 1 | Gara 2 |
| ----------------------- | ------ | ------ |
| Chiavari - Arechi       | 5-11   | 8-9    |
| Olympic Roma - Arenzano | 9-5    | 18-5   |

## Verdetti
- Quinto e Roma Nuoto promosse in Serie A1.
- Chiavari, Arenzano, Promogest e Bari retrocesse in Serie B.